# アルプス伝説
『アルプス伝説』（アルプスでんせつ、The Legend of Alps）は、田丸浩史によるラブコメギャグ漫画作品。通称アル伝。『月刊少年キャプテン』（徳間書店）において1995年7月号から連載を開始し、1997年2月号の同誌廃刊にともない打ち切りとなった。単行本は第2巻まで刊行され、物語のその後は作者個人の同人誌「アルプス伝説after」で補完されていた。
1999年には完全収録版の豪華本『スペースアルプス伝説』が刊行。これには単行本収録の第14話までに加え、未収録だった第15話から第18話、さらに書き下ろしの3話分が収録され、全21話となっている。
さらに2011年にエンターブレインより、『アルプス伝説黄金ゴールデン』として上、下巻の全2巻で再々版された。

## 概要
本作は、主人公貴藤真澄と氷室まつり・馬剃奈津美とが織り成す三角関係によるラブコメ、および主人公の所属する登山（ワンゲル）部の面々によるギャグが中心の漫画である。ラブコメをメインテーマに据えているものの、作者が得意とする毒のあるパロディやギャグが随所に散りばめられており、スラップスティックコメディの側面が強い。
連載当時のキャプテン本誌で、ラブコメから時に大きく逸脱、脱線した作風であることから「ラブギャグ」と呼称されていたこともあった。連載中、作者の田丸は編集部からラブコメ路線を強調するように言われたが、結果としてそのストレスで腸に穴が空き入院している。

## あらすじ
幼い頃から祖父に空手を教えられ、空手で日本一になることが夢だった貴藤真澄は、高校進学を期に男くさい空手の世界から足を洗い、モテ系のさわやかな高校生活を送ろうとしていた。そして入学式の日に出会った氷室まつりに一目惚れした真澄は、彼女と同じ登山（ワンゲル）部に入る。真澄は登山部の個性豊かな面々と登山部らしからぬ活動ばかりをしながらも、数々の妨害を受けつつ、まつりとの仲を深めてゆく。

## 主な登場人物

### 幕野高校 登山部
貴藤真澄（たかとう ますみ）
本作の主人公。1年1組17番。入学式の前に出会ったまつりに一目惚れし、同じ登山部に入部する。授業中はいつも寝ており、学業の成績は非常に悪く、また頭自体が相当悪い。他の面子に比べれば素直でまともな性格。基本的にまつり一筋だが、奈津美のアタックを排しきれない優柔不断さもある。なお空手の達人という設定は序盤でしか活かされず、その後は主人公として様々な試練に立ち向かわされる。最終回でまつりと両想いになり、高校卒業後も同じ大学に入学し恋人関係は続いている。が、本編の4年後の時点ではまつりの性器の形状を知らないらしく、肉体関係には至っていない模様。
氷室まつり（ひむろ まつり）
本作のヒロイン。1年2組40番。リッチーの妹で、入学前から登山部に入ることが決まっていた。入学当初の成績は悪くないが、致命的に頭が弱い。暴力・暴言・謀略の3点セットを兼ね備えた、見た目と違い腹黒いキャラクター。一人称は「ボク」。真澄に好意を抱いているものの、勘違いや妨害などがありなかなかお互い気持ちを伝えられない。第1話ではおデコ全開のオールバックだったが、第3話で前髪を下ろし後ろ髪も一部三つ編みに変化し、第16話からは三つ編みを止めて茶髪ロングになる。眉毛が太め。バッキーという猫を飼っている。
馬剃奈津美（ばそり なつみ）
まつりの恋のライバル。1年1組42番。空手部の馬剃主将の妹で、生徒会風紀委員で朝番をしている時、真澄に不良から助けてもらい、そのまま登山部へ入ってくる。メガネと長い黒髪が特徴。入学後しばらく学年トップだった程成績は良いが、かなり天然な言動、行動も作中では少なくなく、頭が良いというわけではない。入部時に真澄に抱きついたり、酔って真澄にキスしたりと、果敢にアタックを仕掛ける。まつりとは入部以降しばらくギスギスした関係だったが、後にお互い呼び捨てにする友情を育み、その後は度々修羅場を繰り広げるライバル関係になる。
バストサイズはまつりと同等かやや大きい程度であるが、『アルプス伝説黄金ゴールデン』下巻の表紙カバーの作品紹介文では巨乳キャラクター扱いをされている。本編の4年後、リッチーと結婚。
真野玲二（まの れいじ）
真澄の小学校時代からの幼馴染。1年1組22番。科学部に入ろうとしていたが、真澄に無理矢理巻き込まれて登山部へ入る。グルグル眼鏡と後ろで縛った長髪が特徴。妹がいるが、他の1年生達の家庭環境に比べればマシなので、消去法で勉強会の開催場所にされる。前半はひ弱で目立たないキャラだったが、後半から顔や体型を劇的に変化させるビジュアルギャグ要員になる。名前の由来はバンド「マノウォー」と「レイジ」から。
リッチー
まつりの兄で登山部長を務める3年生。氷室太郎という本名があるが、フルネームは作中一度も出てこず、自称他称ともにリッチーで通している。金色の長髪に鼻ピアスとサングラスという特徴的ないでたちで、後に面接対策でスキンヘッドになる。妹と真澄の仲を応援しているが、間が悪いため結局邪魔ばかりしている。ジョニーとは子供の頃からの付き合い。スタンガンを常に常備しているが、作品初期を除いてろくに使ったためしがない。連載前の構想ではリッチーがジョニー、ジョニーがリッチーと、名前が逆だった。無人島でのサバイバル生活から約4年後、奈津美と結婚している。
ジョニー
リッチーの友人で登山部員の3年生。鈴木康助という本名があるが、一文字たりとも作中では出てこず、自称他称ともにジョニーで通している。ヒゲを生やしたマッチョで、カタコトの日本語を喋る。作中リッチー同様面接対策でオールバックから坊ちゃん刈りに髪型を変えるが、逆に怖さが増すことになる。実際に一度、何もしていないのに「素手で人を殺す闇の組織の殺し屋」と勘違いされ通報された事がある。酒に弱く酒盛りには参加しない。無人島に上下（後述）と共に置き去りにされ、2年間もそのまま無人島で生活した。
三彅早織（みなぎ さおり）
登山部の顧問を務める英語教師。24歳。スタイルが良く下ネタを好み、保身のための本音を率直に語る。職員会議をサボる癖があり、登山部が部室を失うのを阻止出来なかった。序盤は「三彅先生」と呼ばれるただのいい加減な顧問だったが、第12話で髪を短い銀色（本人曰くプラチナブロンド）にしメガネを常時かけるようになってから、全体的に悪い方向へパワーアップし「サオリちゃん」と呼ばれるようになる。校長をFC会長に従え、金目当てで上下ワシントン（後述）と付き合う。無人島から脱出してから、置き去りにしてしまった上下の全ての財産を自分のものにした。
また登山部ではユニットが組まれている。活動内容は、遅刻状態の登校時に意味もなく学校の壁の上を一列に並んで走り、校門で散開して遅刻を取り締まっている風紀委員を撒くというもの。
チコク三傑衆
リッチー、三彅、ジョニーの3人で構成。キャッチフレーズは順に、技、職員会議ブッチギリ、力。
チコクファイブ
男子部員全員と三彅の5人で構成。リッチーがレッド、三彅がオーラルピンク、ジョニーがイエロー、玲二がブラック、真澄は何色か不明。

### その他
馬剃康尊（ばそり こうそん）
奈津美の兄で、幕野高校空手部の主将。真澄が2年前に銀行強盗を退治した現場に居合わせており、真澄の才能に惚れ込み入学式の前からスカウトにくる。しかし男くさい部を嫌う真澄に断られ、勝負をしても負けてしまい諦める。名前の由来はバンド「バソリー」とそのメンバーQuorthonから。
糅虎健一（かてどら けんいち）
幕野高校空手部のマネージャー。趣味は正拳突きとイカすポーズの研究。名前の由来はバンド「カテドラル」から。
呉石恵利（くれいし えり）
幕野高校呪い部（勧誘時は「呪い苦羅武」、終盤再登場時は「ラヴラヴ♥恋占い部」）の部員。グレイシー呪術を得意とし、登山部による呪いの依頼を受けたり、学園祭で集客数および評価を競ったりする。呪い部の部長や他の部員は幽霊。名前の由来はエリオ・グレイシーで、呪術もグレイシー柔術のもじり。
穴島（あなしま）
真澄達のクラスメイトで、デスメタル部唯一の部員。デスメタルを聴いている間はマッチョ化出来る。部員を水増ししていたことがバレ、部室を登山部に明け渡すことになるが、隣の女子水球部を覗く穴や立体ホログラム装置を作っていた為、登山部に寄与する。名前の由来はバンド「Anathema」から。まつり達に覗きがばれ鉄拳制裁を喰らい、一時そのまま首が天井にめり込みそのままになっていた（『グラップラー刃牙』の柴千春のパロディ）。その後の消息は不明。
上下ワシントン（じょうげ ワシントン）
登山部が合宿に行った「ゴッドペンション上下ミラクル荘」のオーナー。日本に帰化して10年になり、ペンション経営以外にも色々な事業をしてクルーザーを所有している。金目当ての三彅と付き合っているが、終盤無人島にジョニーと2人で取り残されるが、結局はジョニーを裏切り一人だけ無人島からの脱出を成功させている（ジョニーは上下が失踪し死亡したと思っていた）。その為、『マリアナ伝説』で再登場した際には三彅に全財産を取られ没落している。名前の由来はジョージ・ワシントンからだが、容姿はボブ・ロスそのもの。『黄金ゴールデン』の書き下ろし漫画「ジョニーさん」では、雇われオーナーとしてではあるが上下ミラクル荘の経営者に返り咲いたらしい。
ジジイ
ハゲ頭とヒゲが特徴的な真澄の祖父。明確な描写は無いが、空手家であり、道場主らしい。道場を継がせる為に真澄に空手を教え、様々な特訓を課してきたが、回想シーンで型を教えながら「これが空手道奥義鉄山ナントカ（鉄山靠のことらしい）じゃ！」と言ったり。真澄との対決シーンでは「空手道奥義メガトンパンチ」を放つ等、本当に武道家なのか怪しい面も。
また、当初は本人なりに応援しようと思っていたが、真澄に邪険にされた事が原因で目的がすり変わり、真澄とまつりの仲を裂こうと雑誌『さぶ』を投下したり、所有するダッチワイフを持ち出したりしている。結果、まつりは一時真澄をホモと誤解する結果を招いている。
君江（きみえ）
メガネが特徴的な真澄の母。31歳と高校生の息子がいる母親としてはかなり若い。かなり難儀な母らしく、義父であるジジイと共に、真澄とまつりの仲を間違った方法で進展させようとしたり、逆上して妨害しようとしたりする。連載予告では真澄に電話で「母はマカオにチンコ切りに行ってます。」と、とんでもない留守を告げられていた。
京子（きょうこ）
まつりのクラスメートで、ワンゲル部以外唯一名前の判明している友達。空手部の主将、馬剃康尊にあこがれているらしい。一般男性が好む女性のタイプにかなり偏見を持っている（「パツキンのナオンちゃんが、〈手でオッパイの形を作りながら〉こうバイーン！と」など）。
百歩蛇（ひゃっぽだ）
最終話の作中劇（夢オチ）の「スペースアルプス伝説」に登場。左手にビールびんを持つ宇宙海賊兼宇宙一の賞金首（声：野沢ナチ）。ピチピチのボディースーツを着てビール瓶を持っている。
外見はどこからどう見てもリッチー。
アーマロイドジェントルマン
最終話の作中劇（夢オチ）の「スペースアルプス伝説」に登場。百歩蛇の頼りになる相棒。タキシードを着た坊ちゃん刈りの大男、顔にリベットが打ってある。
外見はどう見てもジョニー。
クリスタル老人（くりすたるろうじん）
百歩蛇の終生のライバル。クリスタルに輝くボディーは、まだまだ現役の証。
最終話の作中劇（夢オチ）の「スペースアルプス伝説」に登場。外見はふんどし一丁の校長先生。

## スペースアルプス伝説
『スペースアルプス伝説』とは、『アルプス伝説』の完全収録版の書籍名、および最終話に登場する作中劇のタイトル。
単行本としては、連載終了から2年後の1999年に刊行され、A5判で全500ページを超える豪華本。既刊2冊に収録されていた14話分も再収録され、未収録分の第15話から第18話、書き下ろしの3話分を加えた全21話構成となっている。カバーイラストを作者の田丸ではなく寺田克也が担当しているという、現役作家の再録本としてはやや異色の装丁がなされている。タイトルに付け加えられた「スペース」は、作中で用いたスペースオペラネタに由来する。シリーズ全体のストーリーとしては田丸作品には珍しいハッピーエンドとなっているが、最終話のエピソードを本筋とは全く無関係な夢オチ（内容は『スペースコブラ』のパロディギャグ）で締めくくる等、作者独自のテイストも発揮されている。
既刊2冊のおまけページほぼ全て（ゲストページなど一部を除く）とカバーイラストとが再収録されており、また第2巻ではモノクロだった第11話の冒頭シーンが雑誌掲載時同様のカラーになっているなど、既刊2冊を未読の読者にとっても『アルプス伝説』の内容をほぼフォローする構成となっている。
他、お互いファン同士であるゆうきまさみと行った対談の完全版、及び倉田英之による解説が合わせて収録されている。ゆうきとの対談では、両者の漫画に対する考え方やブランク中の田丸の様子だけでなく、田丸の次回作『課長王子外伝』と両者の共作『マリアナ伝説』の構想も披露されている。

## 単行本
第1巻、第2巻、スペースは徳間書店より刊行されており、既に絶版。黄金ゴールデンはエンターブレインより刊行。
- 第1巻 （1996年5月15日発行） ISBN 4-19-830132-8
- 第2巻 （1996年12月25日発行） ISBN 4-19-830151-4
- スペースアルプス伝説 （1999年5月25日発行） ISBN 4-19-830190-5
- アルプス伝説黄金ゴールデン上・下　(2011年9月6日発行)　 ISBN 4-04-727391-0(上) ISBN 4-04-727392-9(下)